# Ngữ hệ Kavkaz
Ngữ hệ Kavkaz phân bố chủ yếu ở khu vực nằm giữa biển Đen và biển Caspian, tập trung nhất ở vùng núi Kavkaz nên được gọi là ngữ hệ Kavkaz
Ngữ hệ Kavkaz có 40 ngôn ngữ với số người sử dụng chừng 5 triệu, trong đó phần lớn cư trú ở nước Gruzia
Theo truyền thống, cách phân loại phổ biến chia ngữ hệ này thành 3 nhóm
- Nhóm Đông Bắc: có tên là nhóm Nakah-Daghestan phân bố chủ yếu ở nước cộng hòa tự trị Daghestan gần biển Caspian và tại Azerbaizan, Gruzia. Nhóm đông bắc có 27 ngôn ngữ với số người sử dụng chừng 1,3 triệu người. Những ngôn ngữ chính là tiếng Chesnya, tiếng Avar, tiếng Dargwa, tiếng Lezgin, tiếng Lak,..
- Nhóm Tây bắc: có tên là nhóm Abkhaz-Adygei phân bố rải rác từ sông Kuban đến dãy chính của núi Kavkaz. Nhóm này chỉ chừng 3-4 ngôn ngữ với khoảng 400.000 người sử dụng, trong đó ngôn ngữ có đông người sử dụng nhất là tiếng Circassian
- Nhóm Nam: có tên là nhóm Ibero phân bố phía nam dãy Kavkaz đặc biệt là tại Gruzia, Thổ Nhĩ Kỳ và Iran, có 3 ngôn ngữ tiếng Gruzia, tiếng Svan và tiếng Zan, trong đó tiếng Gruzia là ngôn ngữ có số người sử dụng đông đảo nhất trong ngữ hệ Kavkaz với hơn 3 triệu người

Trong 40 ngôn ngữ thuộc ngữ hệ Kavkaz chỉ có 12 ngôn ngữ có chữ viết, ngoài tiếng Gruzia có chữ viết từ thế kỷ V thì 11 chữ viết còn lại đều được sáng tạo vào thế kỷ XX và dựa trên cơ sở mẫu tự Slav
Đặc điểm chính của các ngôn ngữ thuộc ngữ hệ Kavkaz là có âm bật hơi mạnh, ngữ âm nhóm Nam tương đối thống nhất. Về từ vựng các ngôn ngữ nhóm Nam có nhiều từ ngữ giống nhau. Trong nhóm Đông Bắc các ngôn ngữ đều có 5 nguyên âm cơ bản (a,e,i,o,u). Đối với nhóm Tây Bắc chỉ có 2 nguyên âm cơ bản (a,i)
Vài chục năm trở lại đây ảnh hưởng của tiếng Nga đối với các ngôn ngữ thuộc ngữ hệ Kavkaz ngày càng rõ rệt, đặc biệt là ở lĩnh vực từ vựng